# LightWave 3D
LightWave 3D е професионален софтуерен пакет за 3D компютърна графика и анимация, разработен от компанията Newtek, Inc.
LightWave има 32 и 64 битови версии за Windows и Mac OS X.

## Общи характеристики
„LightWave“ е софтуерен пакет, използван за изработка и рендъринг на анимирана и статична 3D графика, широко използван във видео и телевизионното производство. Той разполага с редица революционни инструменти за създаване на 3D графика, специални ефекти и фото-реалистична анимация.
Главната особеност на пакета „LightWave 3D“ е неговата „двойственост“ (разделяне на интерфейса). Софтуера се състои от две отделни приложения – компонент за 3D моделиране и компонент за анимация, който включва и собствена рендъринг система, която има функции за реалистично отражение и пречупване, „радиосити“, „caustics“ и други. Разделението е много ефективно, защото докато единият компонент е зает с изчисления, с другия може да се продължи работа, като промените се актуализират автоматично чрез „Hub“ (програма за автоматично синхронизиране на данни между модулите).
„LightWave 3D“ дава големи възможности за създаване на приложения, чрез програмиране на собствени скриптове с помощта на „SDK“ (набор от инструменти за разработка на софтуер), чрез „LScript“ (скриптов език) и „Python“. Също така, програмата разполага и с мощна подкрепа на плъгини, разширяващи функционалността на пакета и.

## История
Предшествениците на „LightWave“ са програмите за рендъринг и 3D анимация – „Videoscape“ и за 3D моделиране – „Modeler“, създадени от Алън Хейстингс и Стюарт Фъргюсън, през 1988 г. за персонални компютри „Commodore Amiga“. Те са и историческата основа на раздвоението на днешната „LightWave 3D“. През 1989 г. компанията „NewTek“ решава да ги включи в пакета си за редактиране на видео – „Video Toaster“ (комбинация от хардуер и софтуер за редактиране и производство на „SDTV“ и „HDTV“), като първоначално комбинацията от двата софтуера е наречен „NewTek 3D Animation System for the Amiga“ (кратко – „NewTek 3D“). През 1990 г. по идея на Хейстингс, името „NewTek 3D“ е сменено на „LightWave 3D“, вдъхновено от два висок клас за своето време 3D пакета – „Intelligent Light“ и „Wavefront“.
„LightWave 3D“ е на разположение като самостоятелно приложение от 1994 г., както малко след излизането на първата версия за „PC“ с „Windows“, през 1995 г. „NewTek“ прекратява поддръжката за „Amiga“ (последна версия – „Lightwave 5.0“), позовавайки се на несигурното бъдеще на платформата. От „LightWave 9.3“ софтуера има версии както за „Windows“, така и за операционна система „Mac OS X“ – актуализирана да бъде „Universal Binary“.
През 1993 г. „NewTek“ и „LightWave“ получават награда „Еми“, а до 2004 г. още 11 награди, получени от визуални артисти и продуценти, които са избрали „NewTek – LightWave 3D“ за своите визуални ефекти. През 2003 г. „NewTek“ е удостоен с „Еми“ за технологии.

## Приложения
Някои от филмите, при които е използван LightWave:
- Black Hawk Down – Блек Хоук
- Avalon – Авалон
- Batman Begins – Батман в началото
- Blood Diamond – Кървав диамант
- Angels and Demons – Ангели и демони
- Brotherhood of the Wolf – Братството на вълка
- Charlie and the Chocolate Factory – Чарли и шоколадовата фабрика
- Final Destination II – Последен изход 2
- Titanic – Титаник
- Daredevil – Дявол на доброто
- Finding Nemo – Търсенето на Немо
- Gladiator – Гладиатор
- Sin City – Град на греха
- Spider-Man; Spider-Man 2 – Спайдър-Мен; Спайдър-Мен 2
- Star Wars Episode II – Междузвездни войни: Епизод II
- Pirates of the Caribbean – Карибски пирати 1; 3
- Star Trek: Nemesis – Стар Трек X: Възмездието
- Harry Potter and the Prisoner of Azkaban – Хари Потър и Затворникът от Азкабан
- 300 – 300
- Avatar – Аватар
- I, Robot – Аз, роботът